# Il ratto della Francesca
El rapto de Francesca es una obra teatral (una comedia en dos actos) de Dario Fo. El estreno, con dirección del mismo Fo y actuación principal de su esposa, Franca Rame, tuvo lugar en Trieste en diciembre de 1986.

## Trama
Una pícara señora (quizás una potente banquera de Lombardía, quizás su secretaria: el misterio se resolverá al final) es secuestrada por unos delincuentes contratados (también la identidad del inductor será desvelada al final), pero ella sabrá girar la situación completamente a su favor.
«No, ti prego io, smettila di chiamarmi signora... io mi chiamo Francesca.»

## Temas
El tema del secuestro está utilizado para construir una punzante sátira social que afronta los más desvariados temas, desde la política al SIDA.

## Reparto
- Francesca Bollini de Rill
- La secretaria
- Un joven
- Jefe de los secuestradores
- II secuestrador
- III secuestrador
- IV secuestrador
- La madre de Francesca Bollini
- El cura
- Un clérigo

## Acogida
Estrenada el 3 de diciembre de 1986 en el Teatro Stabile Sloveno, Trieste tuvo una muy buena acogida por parte del público, asimismo la comedia recogió críticas positivas, salvo algunas excepciones, como la de Aggeo Savioli en el diario La Unidad.